# Емилија Слабунова
Емилија Едгардовна Слабунова (рус. Эмилия Эдгардовна Слабунова; Уфа, 7. октобар 1958) је руска политичарка и педагог. Лидер Руске уједињене демократске партије Јаблоко од 2015. до 2019. године. Тренутно је  члан 15. Законодавне скупштине Републике Карелије од 2011. године.

## Политичка каријера
Године 2001. Слабунова је изабрана за заменика Градског већа Петрозаводска. На избору за место председника је изгубила, због малог броја гласова.
Руској уједињеној демократској партији Јаблоко се придружила 2003. године. Још 2006. године покушала је да приступи Законодавној скупштини Републике Карелије, али изабрана је тек у децемрбу 2011. године.
У септембру 2013. године, Слабунова је била главни опозициони кандидат за мајора Петрозаводска, међутим Окружним суд у Петрозаводску понишио је њену кандидатуру, две недеље пре избора. Касније, уместо ње, на ову функцију дошла је Галина Ширшина, такође из Руске уједињене демократске партије Јаблоко. Слабунова је радила и као директор једне основне школе, а тај посао је напустила, док је на њено место дошла уједно и изабрана за мајора Петрозаводска, Галина Ширшина, у октобру 2013. године.
Након тога, Слабунова је затражила смену председника Законодавне скупштине Републике Карелије, Александра Худилајнена, због политичке ескалације у региону, као и прогона чланова Руске уједињене демократске партије Јаблоко. У мају 2014. године водила је митинг и кампању за оставку Александра Худилајнена,, а 23. јуна 2015. године, послала је 10.000 потписа председнику Русије Владимиру Путину за смену Худилајнена.

### ЛидерРуске уједињене демократске партије Јаблоко
19. децембра 2015. године, на 18. партијској конфреренцији, Слабунова је изабрана за новог лидера Руске уједињене демократске партије Јаблоко, победивши Александра Гнездилова, Николу Рибакова и Лева Шлосберга, а прво двоје политичара је подржала у другој кандидатури. Слабунова је подржана од стране Григорија Јавлинског.
4. јула 2016. године, била је кандидат за председника, на парламентарним изборима у Русији 2016. године, подржана од Руске уједињене демократске партије Јаблоко.

## Породица
Емилијин муж је Александар Иванович Славунов (1957), доктор минеролошких и геолошких наука. Из брака са њим има двоје деце, ћерку Анастасију (1981), која живи у Венецији, која ради као стилиста и водич и сина Кирила, који живи у Минхену, који од 2012. године има своју компанију, која брине о колекционарским стварима.